# Stasimopus leipoldti
Espèce
Stasimopus leipoldti est une espèce d'araignées mygalomorphes de la famille des Stasimopidae.

## Distribution
Cette espèce est endémique du Cap-Occidental en Afrique du Sud,. Elle se rencontre vers Cederberg.

## Description
La femelle holotype mesure 29 mm.

## Étymologie
Cette espèce est nommée en l'honneur de Christiaan Louis Leipoldt.

## Publication originale
- Purcell, 1902 : New South African trap-door spiders of the family Ctenizidae in the collection of the South African Museum. Transactions of the South African Philosophical Society, vol. 11, p. 348-382 (texte intégral).